# الكفاءة الكمومية

رسم بياني يوضح تغير الكفاءة الكمومية مع الطول الموجي لشريحة CCD من الكاميرا الكوكبية واسعة المجال 2 ، والتي تم تركيبها سابقًا على تلسكوب هابل الفضائي.

مصطلح الكفاءة الكمومية (QE) قد يشير إلى نسبة الفوتونات الساقطة إلى الإلكترونات المحولة (IPCE) في جهاز حساس للضوء، أو قد يشير إلى تأثير TMR في وصلة النفق المغناطيسي.
يتناول هذا المقال المصطلح كقياس لحساسية الجهاز الكهربائية تجاه الضوء. في جهاز اقتران الشحنة (CCD) أو أي كاشف ضوء آخر، هو النسبة بين عدد حوامل الشحنة المجمعة في أي طرف من الأطراف وعدد الفوتونات التي تصطدم بالسطح الفوتو-تفاعلي للجهاز. وكـنسبة، تكون الكفاءة الكمومية بدون أبعاد، لكنها ترتبط ارتباطًا وثيقًا بالحساسية، التي تُعبَّر عنها بالأمبير لكل واط. نظرًا لأن طاقة الفوتون تتناسب عكسيًا مع طوله الموجي، يتم قياس الكفاءة الكمومية عادة عبر مجموعة من الأطوال الموجية المختلفة لتوصيف كفاءة الجهاز عند كل مستوى من مستويات طاقة الفوتون. بالنسبة للكواشف الضوئية شبه الموصلية النموذجية، تنخفض الكفاءة الكمومية إلى الصفر بالنسبة للفوتونات التي تكون طاقتها أقل من فجوة النطاق. غالبًا ما تكون الكفاءة الكمومية للفيلم الفوتوغرافي أقل من 10%، بينما يمكن أن تحتوي أجهزة CCD على كفاءة كمومية تزيد عن 90% عند بعض الأطوال الموجية.

## الكفاءة الكمومية للخلايا الشمسية

رسم بياني يوضح تغير الكفاءة الكمومية الداخلية والكفاءة الكمومية الخارجية والانعكاس مع الطول الموجي لخلية شمسية من السيليكون البلوري.

يشير قيمة الكفاءة الكمومية للخلية الشمسية إلى كمية التيار التي ستنتجها الخلية عندما تتعرض للفوتونات بطول موجي معين. إذا تم تكامل الكفاءة الكمومية عبر كامل الطيف الكهرومغناطيسي الشمسي، يمكن تقييم كمية التيار التي ستنتجها الخلية عندما تتعرض لأشعة الشمس. النسبة بين قيمة إنتاج الطاقة هذه وأعلى قيمة ممكنة لإنتاج الطاقة للخلية (أي إذا كانت الكفاءة الكمومية 100% عبر كامل الطيف) تعطي قيمة الكفاءة الإجمالية لتحويل الطاقة للخلية. لاحظ أنه في حالة توليد الإثارة المتعددة (MEG)، قد تتحقق كفاءات كمومية تزيد عن 100% لأن الفوتونات الساقطة تحمل طاقة أكبر من ضعف فجوة النطاق، ويمكنها خلق اثنين أو أكثر من أزواج الإلكترون والفجوة لكل فوتون ساقط.

### أنواع
يتم النظر في نوعين من الكفاءة الكمومية للخلية الشمسية:
- الكفاءة الكمومية الخارجية (EQE) هي نسبة عدد حاملات الشحنة التي تجمعها الخلية الشمسية إلى عدد الفوتونات ذات الطاقة المحددة التي تسقط على الخلية الشمسية من الخارج (الفوتونات الساقطة). الكفاءة الكمومية الداخلية (IQE) هي نسبة عدد حاملات الشحنة التي تجمعها الخلية الشمسية إلى عدد الفوتونات ذات الطاقة المحددة التي تسقط على الخلية الشمسية من الخارج وتمتصها الخلية

يكون IQE دائمًا أكبر من EQE في الطيف المرئي. يشير انخفاض قيمة IQE إلى أن الطبقة النشطة في الخلية الشمسية غير قادرة على الاستفادة بشكل جيد من الفوتونات، وذلك على الأرجح بسبب ضعف كفاءة جمع الشحنات. لقياس الكفاءة الكمومية الداخلية (IQE)، يتم أولاً قياس الكفاءة الكمومية الخارجية (EQE) للجهاز الشمسي، ثم قياس انتقاله (النفاذية) وانعكاسه، ودمج هذه البيانات لاستنتاج الكفاءة الكمومية الداخلية. {\displaystyle {\text{EQE}}={\frac {\text{electrons/sec}}{\text{photons/sec}}}={\frac {{\text{(current)}}/{\text{(charge of one electron)}}}{({\text{total power of photons}})/({\text{energy of one photon}})}}}{\displaystyle {\text{IQE}}={\frac {\text{electrons/sec}}{\text{absorbed photons/sec}}}={\frac {\text{EQE}}{\text{1-Reflection-Transmission}}}}
لذلك، تعتمد الكفاءة الكمومية الخارجية على كل من امتصاص الضوء وجمع الشحنات. بمجرد امتصاص الفوتون وتوليد زوج من الإلكترونات والفجوات، يجب فصل هذه الشحنات وجمعها عند الوصلة. المادة "الجيدة" تتجنب إعادة تركيب الشحنات. فإعادة تركيب الشحنات تؤدي إلى انخفاض في الكفاءة الكمومية الخارجية.
يحتوي الرسم البياني المثالي لكفاءة الكم على شكل مربع، حيث تظل قيمة الكفاءة الكمومية ثابتة إلى حد ما عبر الطيف الكامل للأطوال الموجية المقاسة. ومع ذلك، يتم تقليل الكفاءة الكمومية في معظم الخلايا الشمسية بسبب تأثيرات إعادة التركيب، حيث لا تتمكن حاملات الشحنة من الانتقال إلى دائرة خارجية. الآليات نفسها التي تؤثر على احتمالية جمع الشحنات تؤثر أيضًا على الكفاءة الكمومية. على سبيل المثال، قد يؤثر تعديل السطح الأمامي على الشحنات المولدة بالقرب من السطح. كما أن طبقات السطح الأمامي ذات التركيز العالي من الشوائب قد تتسبب في "امتصاص الناقلات الحرة"، مما يقلل من الكفاءة الكمومية في الأطوال الموجية الأطول. وبما أن الضوء عالي الطاقة (الأزرق) يُمتص بالقرب من السطح، فإن إعادة التركيب الكبيرة على السطح الأمامي ستؤثر على الجزء "الأزرق" من الكفاءة الكمومية. وبالمثل، يتم امتصاص الضوء منخفض الطاقة (الأخضر) في قلب الخلية الشمسية، وسيؤثر طول الانتشار المنخفض على احتمالية جمع الشحنات من قلب الخلية، مما يقلل من الكفاءة الكمومية في الجزء الأخضر من الطيف. بشكل عام، لا تنتج الخلايا الشمسية المتوفرة في السوق اليوم قدرًا كبيرًا من الكهرباء من الضوء فوق البنفسجي والأشعة تحت الحمراء (<400 نانومتر و>1100 نانومتر، على التوالي). حيث يتم تصفية هذه الأطوال الموجية أو امتصاصها بواسطة الخلية، مما يؤدي إلى تسخين الخلية. وهذه الحرارة تمثل طاقة مهدورة، وقد تضر بالخلية.
كفاءة الكم (QE) هي النسبة المئوية لتدفق الفوتونات التي تساهم في التيار الضوئي في جهاز الكشف أو البكسل. تعتبر الكفاءة الكمومية من أهم المعلمات المستخدمة لتقييم جودة جهاز الكشف وغالبًا ما تُسمى الاستجابة الطيفية لتعكس اعتمادها على الطول الموجي. تُعرَف كفاءة الكم على أنها عدد الإلكترونات الإشارية التي يتم توليدها لكل فوتون ساقط. في بعض الحالات، يمكن أن تتجاوز الكفاءة الكمومية 100% (أي عندما يتم توليد أكثر من إلكترون واحد لكل فوتون ساقط).

### رسم خرائط الكفاءة الكمومية الخارجية (EQE)
القياس التقليدي لـ EQE يعطي كفاءة الجهاز بشكل عام. ومع ذلك، فإنه غالبًا ما يكون من المفيد الحصول على خريطة لـ EQE عبر مساحة كبيرة من الجهاز. توفر هذه الخريطة وسيلة فعّالة لتصور التجانس و/أو العيوب في العينة. تم تحقيق ذلك من قبل باحثين من معهد البحث والتطوير في مجال الطاقة الكهروضوئية (IRDEP) الذين حسبوا رسم خريطة لـ EQE باستخدام قياسات التألق الكهربائي التي تم التقاطها بواسطة جهاز تصوير فائق الطيف.

## الاستجابة الطيفية
الاستجابة الطيفية هي قياس مشابه، ولكنها تستخدم وحدات مختلفة: أمبير لكل واط (A/W)، أي مقدار التيار الذي يخرج من الجهاز لكل وحدة من قوة الضوء الساقط. عادة ما يتم تحديد الاستجابة للضوء أحادي اللون (أي ضوء بطول موجي واحد). كل من الكفاءة الكمية والاستجابة هما دالتان على طول موجة الفوتونات (الذي يُشار إليه بالرمز السفلي λ).
لتحويل الاستجابة الطيفية (Rλ، بوحدة A/W) إلى الكفاءة الكمية QEλ [1] (على مقياس من 0 إلى 1): {\displaystyle QE_{\lambda }={\frac {R_{\lambda }}{\lambda }}\times {\frac {hc}{e}}\approx {\frac {R_{\lambda }}{\lambda }}{\times }(1240\;\mathrm {W\cdot {nm}/A} )}حيث λ هو الطول الموجي بوحدة النانومتر، و h هو ثابت بلانك، و c هي سرعة الضوء في الفراغ، و e هي الشحنة الأولية. مع ملاحظة أن وحدة W/A (واط لكل أمبير) تساوي V (فولت).

### تعيين
{\displaystyle QE_{\lambda }=\eta ={\frac {N_{e}}{N_{\nu }}}}حيث تكون:
𝑁𝑒 = عدد الإلكترونات المنتجة،
𝑁𝜈 = عدد الفوتونات الممتصة.{\displaystyle {\frac {N_{\nu }}{t}}=\Phi _{o}{\frac {\lambda }{hc}}}
بافتراض أن كل فوتون يتم امتصاصه في طبقة الاستنزاف ينتج زوجًا قابلاً للحياة من الإلكترونات والفجوات، بينما لا ينتج أي فوتون آخر ذلك.{\displaystyle {\frac {N_{e}}{t}}=\Phi _{\xi }{\frac {\lambda }{hc}}} حيث t هو وقت القياس (بالثواني)،
Φₒ = القدرة الضوئية الساقطة بالواط،
Φᵩ = القدرة الضوئية الممتصة في طبقة الاستنزاف، أيضًا بالواط.